# T-Hawk (catch)
Takuya Onodera (小野寺卓也, Onodera Takuya), né le30 avril 1990 à Nishinomiya (Hyogo, est un catcheur japonais qui travaille à la Dragon Gate sous le nom de T-Hawk. Il a également travaillé à la fédération mexicaine International Wrestling Revolution Group (IWRG).
Il est principalement connu pour son travail à la Dragon Gate, où il est un ancien cinq fois Open the Triangle Gate Champion, six fois Open the Twin Gate Champion, vainqueur du King of Gate 2017 et vainqueur des Summer Adventure Tag League 2012 et 2013.

## Carrière

### Carrière professionnelle (2010-...)
Le 16 septembre 2010, il fait ses débuts à la New Japan Pro Wrestling lors de NEVER.2, où lui et Yohei Nakajima perdent contre  Taichi et Tomoaki Honma.

### Dragon Gate (2010-2018)
Lui, BxB Hulk et Akira Tozawa participent au Summer Adventure Tag League (2012), qu'ils gagnent en battant les équipes de Jimmyz (Genki Horiguchi H.A.Gee.Mee!!, Naoki Tanizaki et Ryo "Jimmy" Saito ), Windows (Kenichiro Arai, Super Shisa et Syachihoko Boy) et finalement Kaettekita Veteran-gun (Don Fujii, Dragon Kid et Masaaki Mochizuki) et remportent également les vacants Open the Triangle Gate Championship.
Lors de EVOLVE 22: Gargano vs. del Sol, lui et Eita perdent contre The Young Bucks et ne remportent pas les Open The United Gate Championship.

#### Millenials (2013-2015)
Le 21 juillet 2013, Onodera, maintenant présenté comme "T-Hawk", Eita et UT, formant le nouveau groupe des Millennials, annoncent leur retour à la Dragon Gate.
Le 5 décembre, lui, Eita et Flamita battent Mad Blankey (BxB Hulk, Cyber Kong et Yamato) et remportent les Open the Triangle Gate Championship. Cependant, trois jours plus tard, lui et Eita perdent les Open the Twin Gate Championship contre Mad Blankey (Naruki Doi et Yamato). Le 22 décembre, lui, Eita et Flamita perdent les Open the Triangle Gate Championship contre Jimmyz (Jimmy Susumu, Mr. Kyu Kyu Naoki Tanizaki Toyonaka Dolphin et Ryo "Jimmy" Saito) dans un Three-Way Elimination Match qui incluaient également Oretachi Veteran-gun (CIMA, Dragon Kid et Masaaki Mochizuki). Le 16 mars 2014, lui, Eita et U-T battent Jimmyz (Jimmy Kanda, Jimmy Susumu et Mr. Kyu Kyu Naoki Tanizaki Toyonaka Dolphin) et remportent les Open the Triangle Gate Championship. Le 14 juin, ils perdent leurs titres contre Mad Blankey (Cyber Kong, Kzy et Naruki Doi). Le 20 juillet, lui et Eita battent Monster Express (Akira Tozawa et Shingo Takagi) et remportent pour la deuxième fois les Open the Twin Gate Championship. Le 2 novembre, ils perdent leur titres contre CIMA et Gamma. Le 3 décembre, ils battent CIMA et Gamma et remportent pour la troisième fois les Open the Twin Gate Championship. Le 28 décembre, ils perdent leur titres contre Mad Blankey (Cyber Kong et Yamato). 
Le 6 août 2015, les Millennials perdent un Three-Way Match et en conséquence ils sont forcés de se dissoudre. Par la suite, il commence à rivaliser avec ses anciens partenaires Eita et Kotoka, qui lui reproche la dissolution des Millennials. Le 23 septembre 2015, il rejoint Monster Express après avoir refusé de rejoindre Dia.Hearts. Le 6 décembre, lui, Akira Tozawa et Masato Yoshino battent VerserK (Naruki Doi, Shingo Takagi et Yamato) dans un Décision Match pour remporter les vacants Open the Triangle Gate Championship. Le 6 mars 2016, lui et Big R Shimizu battent VerserK (Naruki Doi et Yamato) et remportent les Open the Twin Gate Championship.
Le 4 septembre, lui, Akira Tozawa et Masato Yoshino perdent les Open the Triangle Gate Championship contre Jimmyz (Ryo "Jimmy" Saito, Jimmy Kanda et Genki Horiguchi H.A.Gee.Mee!!).

#### Heel Turn & VerserK (2016-2017)
Le 25 septembre, après des mois de tension entre lui et ses partenaires de Monster Express, il quitte le groupe et rejoint VerserK. Lors de The Gate Of Destiny 2016, lui, “brother” YASSHI et Cyber Kong perdent contre Jimmyz (Genki Horiguchi H.A.Gee.Mee!!, Jimmy Kanda et Ryo "Jimmy" Saito) dans un Three Way Elimination Tag Team Match qui comprenaient également Masaaki Mochizuki, Big R Shimizu et Peter Kaasa et ne remportent pas les Open the Triangle Gate Championship. Lors de Final Gate 2016, lui et Shingo Takagi perdent contre Over Generation (CIMA et Dragon Kid) et ne remportent pas les Open The Twin Gate Championship. Le 3 avril, lui, Cyber Kong et Shingo Takagi battent Jimmyz (Jimmy Susumu, Ryo "Jimmy" Saito et Jimmy Kanda) et remportent les Open the Triangle Gate Championship,.
Il intègre durant le mois de mai le tournoi King of Gate, où il finit le tournoi avec 8 points, se qualifiant pour les Semi-finals du tournoi. Le 10 juin, il bat Eita pour entrer en finale. Le lendemain, il bat Naruki Doi et remporte le King of Gate 2017. Lors de Kobe Pro-Wrestling Festival 2017, il perd contre Yamato et ne remporte pas le Open the Dream Gate Championship.
Plus tard en novembre, il refait équipe avec Eita et ensemble ils remportent le Early Christmas Tag Team Tournament en battant BxB Hulk et Kzy en finale. Lors de Final Gate 2017, ils battent CIMA et Jimmy Susumu et remportent les vacants Open the Twin Gate Championship pour la quatrième fois. 

#### Antias & Départ (2018)
Le 13 janvier 2018, ils renomment avec les autres membres de VerserK le groupe qui s'appellera dorénavant ANTIAS. Le 25 mars, lui et Eita conservent leur titres contre Genki Horiguchi et Kzy. Lors de Dead Or Alive 2018, ils perdent les titres contre MaxiMuM (Big R Shimizu et Ben-K).

### Pro Wrestling Guerrilla (2018–...)
Le 25 juin 2018, il est annoncé en tant que 18éme participant du Battle of Los Angeles 2018 qui marquera également ces débuts à la fédération. Il est éliminé dès le premier tour du tournoi à la suite de sa défaite contre Bandido.

### Wrestle-1 (2018-2020)
Peu après la OWE, lui, CIMA, El Lindaman, Takehiro Yamamura, Gao Jingjia, Zackery Wentz et Dezmond Xavier forment un groupe nommée Strong Hearts. Le 13 juin, le groupe apparaît à la Wrestle-1 et déclarent une guerre totale contre la fédération. Le 22 juin, il dispute son premier match à la fédération dans un Six Man Tag Team match où lui, El Lindaman et Gao Jingjia battent Manabu Soya, Shūji Kondō et Andy Wu. Le 2 septembre, lui et El Lindaman perdent contre Koji Doi et Shūji Kondō et ne remportent pas les Wrestle-1 Tag Team Championship.
Le 5 janvier 2019, il bat Shotaro Ashino et remporte le Championnat De La Wrestle-1. Le 21 mars, il conserve le titre contre Jiro Kuroshio. Le 3 mai, il conserve le titre contre Shūji Kondō. Le 1er septembre, il perd le titre contre Daiki Inaba.
Il participe ensuite au Wrestle-1 Tag League 2019 avec Shigehiro Irie, où ils terminent premier de leur bloc avec 6 points et se qualifient pour la finale. Le 27 novembre, ils battent Enfants Terribles (Kuma Arashi et René Duprée) pour remporter le tournoi. Le 26 décembre, ils perdent contre Enfants Terribles (Shotaro Ashino et Yusuke Kodama) et ne remportent pas les Wrestle-1 Tag Team Championship.

### Dramatic Dream Team (2018-...)
Le 28 octobre, lui, CIMA et Duan Yingnan battent DAMNATION (Mad Paulie, Soma Takao et Tetsuya Endo) et remportent les KO-D Six Man Tag Team Championship. Le 3 janvier 2019, ils perdent les titres contre All Out (Akito, Konosuke Takeshita et Yuki Ino). Lors de DDT Judgement 2019, il bat Akito. 
Le 3 janvier 2020, il effectue son retour en se révélant être le partenaire mystère de Tetsuya Endo, battant avec ce dernier ALL OUT (Akito et Konosuke Takeshita), avec Endo déclarant après le match que DAMNATION et Strong Hearts entretenait maintenant une relation commerciale appelait le 22 mars DAMNHEARTS, après que lui, Tetsuya Endo et El Lindaman est réussi à battre All Out (Konosuke Takeshita, Shunma Katsumata et Yuki Ino) pour remporter les KO-D Six Man Tag Team Championship,. Le 4 avril, ils conservent les titres contre DISASTER BOX (Harashima, Naomi Yoshimura et Yuki Ueno),.

### All Elite Wrestling (2019-...)
Lors de Double or Nothing, lui, CIMA et El Lindaman perdent contre SCU (Christopher Daniels, Frankie Kazarian et Scorpio Sky). Lors du 3éme épisode de AEW Dark, lui, CIMA et Private Party (Isiah Kassidy et Marq Quen) perdent contre Cody, Dustin Rhodes et The Young Bucks.

### All Japan Pro Wrestling (2021–...)
Le 7 septembre, El Lindaman et lui battent Purple Haze (Zeus et Izanagi) et remportent les AJPW All Asia Tag Team Championship,. Le 2 janvier 2022, ils perdent les titres contre Total Eclipse (Hokuto Omori et Yusuke Kodama).
Le 29 mai, il perd contre Yūji Nagata et ne remporte pas le AJPW Triple Crown Heavyweight Championship.

### GLEAT (2021-...)
Le 30 décembre, lui, CIMA, Issei Onitsuka, Shigehiro Irie et El Lindaman battent BULK Orchestra (Hayato Tamura, Kazma Sakamoto, Nobuhiro Shimatani, Quiet Storm et Ryuichi Kawakami) dans un Hair Vs. Hair Ten Man Tag Team Elimination Match, menant au rasage des cheveux de Tamura.

## Palmarès
- All Japan Pro Wrestling
  - 1 fois AJPW All Asia Tag Team Championship avec El Lindaman

- Australasian Wrestling Federation
  - 1 fois AWF Australasian Championship

- Desastre Total Ultraviolento
  - 1 fois DTU Alto Impacto Championship

- Dramatic Dream Team
  - 2 fois KO-D Six Man Tag Team Championship avec CIMA et Duan Yingnan (1) et El Lindaman et Tetsuya Endo (1)

- Dragon Gate
  - 6 fois Open the Twin Gate Championship avec BxB Hulk (1), Eita (4) et Big R Shimizu (1)
  - 5 fois Open the Triangle Gate Championship avec BxB Hulk et Akira Tozawa (1), Eita et Flamita (1), Eita et Yuta Tanaka (1), Masato Yoshino et Akira Tozawa (1), Cyber Kong et Shingo Takagi (1)
  - 1 fois Provisional Open the Twin Gate Championship  avec Eita
  - Open the Triangle Gate Championship Next Challenger Team One Night Tournament (2013) avec Eita et Flamita
  - Summer Adventure Tag League (2012) avec BxB Hulk et Akira Tozawa
  - Summer Adventure Tag League (2013) avec Eita
  - New Year's Unit 6-Man Tag 1 Day Tournament (2017) avec Shingo Takagi et El Lindaman[52],[53]
  - King of Gate (2017)

- Wrestle-1
  - 1 fois Champion De La Wrestle-1
  - Wrestle-1 Tag League (2019) avec Shigehiro Irie

### Résultats des matchs à enjeu (Luchas de apuestas)
| # | Vainqueur (enjeu) | Perdant (enjeu) | Date       | Lieu          | Notes |
| - | ----------------- | --------------- | ---------- | ------------- | --- |
| 1 | T-Hawk (cheveux)  | CIMA (cheveux)  | 5 mai 2015 | Nagoya, Japon | Au cours de Dead Or Alive 2015 dans un Steel Cage Match qui comprenaient également Kzy, Ryo "Jimmy" Saito, Shingo Takagi et Yamato. |

## Récompenses des magazines
- Japan Indie Awards
  - Best Unit Award (2018) avec CIMA, El Lindaman, Takehiro Yamamura, Gao Jingjia, Dezmond Xavier, Zachary Wentz et Seiki Yoshioka

- Pro Wrestling Illustrated

| Année | 2013 | 2014 | 2015 | 2016 | 2017 | 2018 | 2019 | 2020 | 2021 | 2022 | 2023 |
| ----- | ---- | ---- | ---- | ---- | ---- | ---- | ---- | ---- | ---- | ---- | ---- |
| Rang  | 357  | 203  | 153  | 274  | 208  | 304  | 164  | 226  | 355  | 201  | 98   |